# Serro Ventoso
Serro Ventoso é uma povoação portuguesa sede da Freguesia de Serro Ventoso do Município de Porto de Mós, freguesia com 34,16 km² de área e 892 habitantes (censo de 2021), tendo, por isso, uma densidade populacional de 26,1 hab./km².

## Geografia

### Localização
A freguesia de Serro Ventoso é delimitada pelas freguesias de Alcaria e Alvados, Arrimal e Mendiga, Pedreiras, Porto de Mós e São Bento. Confina, ainda, com a freguesia de Aljubarrota, do Município vizinho de Alcobaça.

## Demografia
A população registada nos censos foi:
| Distribuição da População por Grupos Etários | Distribuição da População por Grupos Etários | Distribuição da População por Grupos Etários | Distribuição da População por Grupos Etários | Distribuição da População por Grupos Etários |
| -------------------------------------------- | -------------------------------------------- | -------------------------------------------- | -------------------------------------------- | -------------------------------------------- |
| Ano                                          | 0-14 Anos                                    | 15-24 Anos                                   | 25-64 Anos                                   | > 65 Anos                                    |
| 2001                                         | 178                                          | 155                                          | 550                                          | 231                                          |
| 2011                                         | 152                                          | 110                                          | 540                                          | 224                                          |
| 2021                                         | 106                                          | 104                                          | 457                                          | 225                                          |

Nota: Com lugares desta freguesia (e da ex-freguesia de Alvados) foi criada, em 1933, a Freguesia de São Bento.

## Lugares
- Bezerra
- Casal Velho
- Chão das Pias
- Lagar Novo
- Marinha de Baixo (repartida pelas freguesias de Serro Ventoso e Arrimal e Mendiga)
- Mato Velho
- Portela do Vale de Espinho (repartida pelas freguesias de Serro Ventoso e Arrimal e Mendiga)
- Serro Ventoso
- Sobreira